# José Rodríguez Moyano
José Rodríguez Moyano (Córdoba, 22 de febrero de 1951) es un antiguo diplomático español,  fue a partir del 2009 embajador de España en Ucrania. Su último destino en 2020 fue cónsul de España en Uruguay.
Licenciado en Derecho, ingresó en 1978 en la carrera diplomática. Estuvo destinado en las representaciones diplomáticas españolas en Argentina, Paraguay y Venezuela. Fue jefe del Área de Rusia y Oriente Europeo, subdirector General de Europa Oriental, segundo jefe en la Embajada de España en Rusia y subdirector General de América del Norte. De 2007 a 2009 fue subdirector general de Europa Oriental.